# GLONASS
GLONASS (ruski: ГЛОбальная НАвигационная Спутниковая Система), doslovno: "globalni navigacijski satelitski sustav") je ruski satelitski navigacijski sustav. Odgovor je na američki sustav poznat pod oznakom GPS. a program je bio započet još '80-ih, u sovjetsko doba, ali zbog izrazito lošeg gospodarskog stanja te na koncu raspada SSSR-a, program je zastao s razvojem.
Radi se o sustavu geostacionarnih satelita koji vrteći se oko matičnog planeta metodom trigonometrije definiraju ciljeve na površini Zemlje te prijamniku šalju podatke o njegovoj poziciji. 
Za razliku od EU-ovog Galilea, GLONASS je djelimice već dovršen.
Pokrivenost mu čini Ruska Federacija i države u susjedstvu.
Po trenutačnom stupnju dovršenosti (stanje u travnju 2007.), očekuje se da će proraditi 2009. godine.
Projekt je državni, ali ruske vlasti u izgradnji ovog sustava traže i sudjelovanje privatnih gospodarskih subjekata.
Po najavama voditelja projekta, tvrtke M2M Telematics i ruske svemirske agencije "Rosskosmos", uređaji koji će raditi u svezi sa sustavom GLONASS, a bit će potpunim pandanom GPS-uređajima, tržištu će biti dostupni već 2008. godine.
Od velikih subjekata koji su stupili u ovaj projekt, valja navesti državu Indiju, tradicionalno velikog kupca nekad sovjetske, danas ruske vojne opreme.

## Vanjske poveznice
- https://web.archive.org/web/20061012161914/http://www.glonass-ianc.rsa.ru/ Podatci o GLONASSU
- Использование карт и устройств с точностью свыше 30 метров запрещено.  Arhivirana inačica izvorne stranice od 26. siječnja 2007. (Wayback Machine) Na compulenta.ru
- OpenStreetMap — открытая карта мира  Arhivirana inačica izvorne stranice od 30. studenoga 2006. (Wayback Machine) Na compulenta.ru
- Vijesti GLONASS